# Uruhuasia delta
Uruhuasia delta är en tvåvingeart som beskrevs av Townsend 1914. Uruhuasia delta ingår i släktet Uruhuasia och familjen parasitflugor.
Artens utbredningsområde är Peru. Inga underarter finns listade i Catalogue of Life.